# Еталонні насадження (заповідне урочище, Базальтівське л-во, кв. 9)
Етало́нні наса́дження — лісове заповідне урочище в Україні. Розташоване в межах Костопільського району Рівненської області, на захід від села Трубиці. 
Площа 14 га. Створений рішенням Рівненського облвиконкому № 343 від 22.11.1983 року. Перебуває у віданні ДП «Костопільський лісгосп» (Базальтівське лісництво, кв. 9, вид. 2). 
Це урочище є постійною лісонасіннєвою ділянкою дуба, яка закладена з метою заготівлі високоякісного насіння. Деревостан дуба — природного походження II бонітету, віком понад 170 років. У підліску зрідка трапляється ліщина звичайна.